# Ricorso (ordinamento civile italiano)
Il ricorso, in diritto, è uno degli atti introduttivi del processo e consiste nella richiesta fatta da un soggetto ad un'autorità, di esaminare una determinata situazione al fine di ottenere un provvedimento. 

## Storia
Lo strumento del ricorso all'Autorità sorge storicamente con l'esigenza di porre rimedio a situazioni giuridiche o di fatto che importino una violazione di norme giuridiche. Tale violazione può attingere alle relazioni giuridiche come agli atti. 
Con riferimento alla storia moderna, è proprio verso quest'ultima categoria di violazioni che tradizionalmente si ricorre (atti giuridici illegittimi).

## Ordinamento italiano

### Procedimento
Quale atto di iniziativa processuale, il ricorso va tenuto distinto dall'atto di citazione. 
L'atto di citazione è utilizzato per convenire in giudizio qualcuno (vocatio in jus), onde sentire il giudice accertare la propria pretesa, direttamente senza autorizzazione del Giudice e stabilendo autonomamente la data di prima udienza - rispettando i termini stabiliti dalla legge.
Nella cosiddetta vocatio iudici, invece, il ricorso è indirizzato direttamente al Giudice, il quale ne valuta sommariamente l'ammissibilità e, se necessario a seconda del rito, fissa l'udienza di comparizione delle parti, assegnando al ricorrente un termine per la notifica al convenuto.
Le due tipologie di atto introduttivo non sono complementari bensì alternative. La legge stabilisce che di norma i giudizi ordinari si introducono con atto di citazione, mentre quelli speciali (ad esempio procedimenti d'urgenza, richiesta di decreto ingiuntivo, cause di lavoro) vengono proposti con ricorso.

### Forma
Il contenuto del ricorso non è infatti rigidamente stabilito, se non per ciò che concerne il rito. Esso costituisce in questo senso la forma della domanda, e quindi la relazione processuale che sorge fra i soggetti del rito procedimentale.
Nel ricorso viene svolta una domanda da parte di un soggetto verso un altro che la riceve, e che è posto in posizione di superiorità "funzionale" o "strutturale" rispetto al primo.
Per superiorità funzionale si intende una superiorità dettata dalle funzioni dalla legge attribuite (sicché ad esempio, una volontà ministeriale può essere sottoposta alla giurisdizione del G.A.).
Per superiorità strutturale si intende invece la superiorità delle strutture organizzative (es. il cittadino che si rivolge alla struttura amministrativa).

### Contenuto
Il contenuto del ricorso, come s'è detto, è influenzato e a volte integrato nella domanda processuale. Tale domanda è svolta secondo i principi generali, ed articolata nel petitum e nella causa petendi.

Il petitum può consistere nella rimozione degli effetti di un fatto che si pretende ingiusto ovvero nella rimozione di un atto illegittimo, adottato da un soggetto in pretesa violazione di norme giuridiche.

La rimozione dell'atto o fatto in questione richiede l'esercizio di specifici poteri, che possono essere richiesti per mezzo dello strumento procedurale in questione.

Lo spiegamento di detti speciali poteri è evidenziato dalla peculiarità dell'intervento dell'Autorità, che può incidere immediatamente sulle situazioni materiali con particolari poteri attribuiti dalla legge, per finalità cautelari, interdittive, monitorie, anticipatorie di condanna.